# Primera División Uruguaya 2000
Il campionato era formato da diciotto squadre e il Nacional vinse il titolo.

## Apertura
| Pos. | Squadra              | G  | V  | N | P  | GF | GS | Punti |
| ---- | -------------------- | -- | -- | - | -- | -- | -- | ----- |
| 1    | Nacional             | 17 | 14 | 2 | 1  | 42 | 14 | 44    |
| 2    | Danubio              | 17 | 11 | 3 | 3  | 45 | 22 | 36    |
| 3    | Defensor Sporting    | 17 | 11 | 3 | 3  | 40 | 22 | 36    |
| 4    | Peñarol              | 17 | 11 | 3 | 3  | 39 | 26 | 36    |
| 5    | Cerro                | 17 | 8  | 4 | 5  | 39 | 30 | 28    |
| 6    | Rentistas            | 17 | 8  | 4 | 5  | 31 | 24 | 28    |
| 7    | Bella Vista          | 17 | 6  | 5 | 6  | 29 | 27 | 23    |
| 8    | Tacuarembó           | 17 | 5  | 8 | 4  | 21 | 23 | 23    |
| 9    | Deportivo Maldonado  | 17 | 7  | 1 | 9  | 25 | 32 | 22    |
| 10   | River Plate          | 17 | 4  | 6 | 7  | 30 | 32 | 18    |
| 11   | Racing Montevideo    | 17 | 5  | 3 | 9  | 25 | 33 | 18    |
| 12   | Juventud Las Piedras | 17 | 4  | 6 | 7  | 17 | 25 | 18    |
| 13   | Rocha                | 17 | 4  | 6 | 7  | 30 | 41 | 18    |
| 14   | Liverpool            | 17 | 5  | 3 | 9  | 19 | 30 | 18    |
| 15   | Paysandú Bella Vista | 17 | 5  | 2 | 10 | 22 | 30 | 17    |
| 16   | Frontera Rivera      | 17 | 4  | 3 | 10 | 25 | 39 | 15    |
| 17   | Villa Española       | 17 | 3  | 5 | 9  | 24 | 40 | 14    |
| 18   | Huracán Buceo        | 17 | 3  | 3 | 11 | 20 | 33 | 12    |

G = Partite giocate; V = Vittorie; N = Nulle/Pareggi; P = Perse; GF = Goal fatti; GS = Goal subiti; 

## Clausura
| Pos. | Squadra              | G        | V        | N        | P        | GF       | GS       | Punti    |
| ---- | -------------------- | -------- | -------- | -------- | -------- | -------- | -------- | -------- |
| 1    | Peñarol              | 16       | 13       | 3        | 0        | 35       | 11       | 42       |
| 2    | Defensor Sporting    | 16       | 12       | 4        | 0        | 44       | 13       | 40       |
| 3    | Nacional             | 16       | 11       | 4        | 1        | 28       | 11       | 37       |
| 4    | Danubio              | 16       | 7        | 7        | 2        | 36       | 15       | 28       |
| 5    | Tacuarembó           | 16       | 7        | 4        | 5        | 23       | 17       | 25       |
| 6    | River Plate          | 16       | 6        | 4        | 6        | 25       | 30       | 22       |
| 7    | Cerro                | 16       | 5        | 5        | 6        | 23       | 24       | 20       |
| 8    | Racing Montevideo    | 16       | 5        | 5        | 6        | 21       | 24       | 20       |
| 9    | Bella Vista          | 16       | 5        | 4        | 7        | 27       | 34       | 19       |
| 10   | Rentistas            | 16       | 4        | 5        | 7        | 15       | 23       | 17       |
| 11   | Juventud Las Piedras | 16       | 4        | 4        | 8        | 18       | 23       | 16       |
| 12   | Paysandú Bella Vista | 16       | 3        | 6        | 7        | 18       | 24       | 15       |
| 13   | Huracán Buceo        | 16       | 3        | 5        | 8        | 17       | 26       | 14       |
| 14   | Deportivo Maldonado  | 16       | 3        | 5        | 8        | 17       | 27       | 14       |
| 15   | Frontera Rivera      | 16       | 4        | 2        | 10       | 21       | 37       | 14       |
| 16   | Rocha                | 16       | 4        | 2        | 10       | 20       | 36       | 14       |
| 17   | Liverpool            | 16       | 2        | 7        | 7        | 12       | 25       | 13       |
| 18   | Villa Española       | Ritirata | Ritirata | Ritirata | Ritirata | Ritirata | Ritirata | Ritirata |

G = Partite giocate; V = Vittorie; N = Nulle/Pareggi; P = Perse; GF = Goal fatti; GS = Goal subiti; 

## Complessivo
| Pos. | Squadra              | G  | V  | N  | P  | GF | GS | Punti |
| ---- | -------------------- | -- | -- | -- | -- | -- | -- | ----- |
| 1    | Nacional             | 33 | 25 | 6  | 2  | 70 | 25 | 81    |
| 2    | Peñarol              | 33 | 24 | 6  | 3  | 74 | 37 | 78    |
| 3    | Defensor Sporting    | 33 | 23 | 7  | 3  | 84 | 35 | 76    |
| 4    | Danubio              | 33 | 18 | 10 | 5  | 81 | 37 | 64    |
| 5    | Cerro                | 33 | 13 | 9  | 11 | 62 | 54 | 48    |
| 6    | Tacuarembó           | 33 | 12 | 12 | 9  | 44 | 40 | 48    |
| 7    | Rentistas            | 33 | 12 | 9  | 12 | 46 | 47 | 45    |
| 8    | Bella Vista          | 33 | 11 | 9  | 13 | 56 | 61 | 42    |
| 9    | River Plate          | 33 | 10 | 10 | 13 | 55 | 61 | 40    |
| 10   | Racing Montevideo    | 33 | 10 | 8  | 15 | 46 | 57 | 38    |
| 11   | Deportivo Maldonado  | 33 | 10 | 6  | 17 | 42 | 60 | 36    |
| 12   | Juventud Las Piedras | 33 | 8  | 10 | 15 | 35 | 48 | 34    |
| 13   | Paysandú Bella Vista | 33 | 8  | 8  | 17 | 40 | 54 | 32    |
| 14   | Rocha                | 33 | 8  | 8  | 17 | 50 | 77 | 32    |
| 15   | Liverpool            | 33 | 7  | 10 | 16 | 31 | 55 | 31    |
| 16   | Frontera Rivera      | 33 | 8  | 5  | 20 | 46 | 76 | 29    |
| 17   | Huracán Buceo        | 33 | 6  | 8  | 19 | 37 | 59 | 26    |
| 18   | Villa Española       | 17 | 3  | 5  | 9  | 24 | 40 | 14    |

G = Partite giocate; V = Vittorie; N = Nulle/Pareggi; P = Perse; GF = Goal fatti; GS = Goal subiti; 

## Finale

### Andata
| Arbitro: | Larrionda |

| |            | |
| | Marcatori  | 69’ (rig.) Martínez II |
| · 45’ Martínez I P · 45’ Berbia P · De los Santos D · 40’ Olveira D · Bizera D · 68’ Dos Santos D · 68’ González D · 48’ Romero C · 77’ 19’ Giacomazzi C · 77’ Leguizamón C · Rotundo C · García C · 23’ Bengoechea C · Bueno A | Formazioni | · P Romay · D Del Campo · D Lembo 22’ · D Rodríguez 75’ · D Batista · C Camejo · C Scotti 54’ · C Islas 54’ 90’ · C Morales · C Coelho · A Varela 81’ · C Bergara 81’ · A Martínez II 70’ · A Sosa 70’ |
| Coccaro | Allenatori | De León |

### Ritorno
| Arbitro: | Méndez |

| |            | |
| Martínez II 25’ (rig.) | Marcatori  | 32’ Bizera |
| · 88’ Romay P · Del Campo D · 28’ Lembo D · Rodríguez D · 85’ Batista D · 85’ Scotti D · Vanzini C · Camejo C · Morales C · Varela C · 64’ Martínez II A · 64’ Coelho C · 73’ Regueiro A · 73’ Meneses A | Formazioni | · P Berbia · D Cafú 63’ · D De los Santos 84’ · D Aguirregaray 84’ · D Rotundo 70’ · C González 70’ · D Bizera · C Romero 28’ · C Giacomazzi 70’ · C De Souza 70’ · C Bengoechea · C García 62’ · A Franco · A Bueno 79’ |
| Ribas | Allenatori | De León |

## Classifica marcatori
| Gol |  |  | Giocatore         | Squadra |
| --- |  |  | ----------------- | ------- |
| 33  |  |  | Ernesto Chevantón | Danubio |